# Pavel Geffert
Pavel Geffert (* 7. května 1968 Praha) je bývalý český hokejový útočník.

## Hráčská kariéra
Nejvyšší československou soutěž začal hrát v sezóně 1987/1988 v dresu Sparty Praha, s níž v sezónách 1989/1990 a 1992/1993 získal mistrovské tituly. V tomto klubu zůstal až do sezóny 1996/1997. Do ročníku 1999/2000 poté působil v Plzni, v dalších letech postupně vystřídal několik týmů (Slavia Praha, Kladno, Havířov, Mladá Boleslav). Sportovní kariéru ukončil po sezóně 2002/2003.
V první polovině 90. let hrál také za českou reprezentaci.

## Klubová statistika
| Sezóna        | Klub                  | Soutěž        |     | Základní část | Základní část | Základní část | Základní část | Základní část |   | Play off | Play off | Play off | Play off | Play off |
| Sezóna        | Klub                  | Soutěž        | Z   | G             | A             | B             | TM            | Z             | G | A        | B        | TM       |          |          |
| 1983–84       | TJ Slavia IPS Praha   | ČSHL-18       | 36  | 45            | 22            | 67            |               | —             | — | —        | —        | —        |          |          |
| 1985–86       | TJ Slavia IPS Praha   | ČSHL-20       | 32  | 21            | 15            | 36            |               | —             | — | —        | —        | —        |          |          |
| 1986–87       | TJ Slavia IPS Praha   | 1.ČSHL        |     | 8             |               |               |               | —             | — | —        | —        | —        |          |          |
| 1987–88       | TJ Sparta ČKD Praha   | ČSHL          | 7   | 2             | 1             | 3             | 2             | —             | — | —        | —        | —        |          |          |
| 1987–88       | TJ Slavia IPS Praha   | 1.ČSHL        | 41  | 21            | 13            | 34            |               | —             | — | —        | —        | —        |          |          |
| 1988–89       | TJ Sparta ČKD Praha   | ČSHL          | 16  | 2             | 2             | 4             | 8             | —             | — | —        | —        | —        |          |          |
| 1989–90       | TJ Sparta ČKD Praha   | ČSHL          | 51  | 10            | 10            | 20            | 16            | —             | — | —        | —        | —        |          |          |
| 1990–91       | HC Sparta Praha       | ČSHL          | 47  | 9             | 9             | 18            | 0             | —             | — | —        | —        | —        |          |          |
| 1991–92       | HC Sparta Praha       | ČSHL          | 38  | 13            | 8             | 21            |               | 9             | 3 | 3        | 6        |          |          |          |
| 1992–93       | HC Sparta Praha       | ČSHL          | 52  | 25            | 27            | 52            |               | —             | — | —        | —        | —        |          |          |
| 1993–94       | HC Sparta Praha       | ČHL           | 38  | 23            | 31            | 54            | 16            | 8             | 4 | 3        | 7        | 2        |          |          |
| 1994–95       | HC Sparta Praha       | ČHL           | 43  | 18            | 13            | 31            | 4             | —             | — | —        | —        | —        |          |          |
| 1996–97       | HC Sparta Praha       | ČHL           | 24  | 1             | 6             | 7             | 24            | —             | — | —        | —        | —        |          |          |
| 1996–97       | HC ZKZ Plzeň          | ČHL           | 24  | 14            | 15            | 29            | 31            | —             | — | —        | —        | —        |          |          |
| 1997–98       | HC Keramika Plzeň     | ČHL           | 49  | 13            | 24            | 37            | 28            | 5             | 1 | 1        | 2        | 2        |          |          |
| 1998–99       | HC Keramika Plzeň     | ČHL           | 47  | 12            | 17            | 29            | 24            | 5             | 1 | 0        | 1        | 0        |          |          |
| 1999–00       | HC Keramika Plzeň     | ČHL           | 11  | 4             | 11            | 15            | 10            | —             | — | —        | —        | —        |          |          |
| 1999–00       | HC Slavia Praha       | ČHL           | 40  | 6             | 12            | 18            | 34            | —             | — | —        | —        | —        |          |          |
| 2000–01       | HC Vagnerplast Kladno | ČHL           | 42  | 8             | 11            | 19            | 12            | —             | — | —        | —        | —        |          |          |
| 2000–01       | HC Femax Havířov      | ČHL           | 5   | 0             | 0             | 0             | 6             | —             | — | —        | —        | —        |          |          |
| 2001–02       | HC Vagnerplast Kladno | ČHL           | 47  | 7             | 12            | 19            | 26            | —             | — | —        | —        | —        |          |          |
| 2002–03       | HC Mladá Boleslav     | 1.ČHL         | 12  | 2             | 1             | 3             | 4             | —             | — | —        | —        | —        |          |          |
| Celkem v ČSHL | Celkem v ČSHL         | Celkem v ČSHL | 211 | 61            | 57            | 118           | —             | 9             | 3 | 3        | 6        | —        |          |          |
| Celkem v ČHL  | Celkem v ČHL          | Celkem v ČHL  | 370 | 106           | 152           | 258           | 225           | 18            | 6 | 4        | 10       | 4        |          |          |

## Reprezentace
| Rok                       | Tým                       | Soutěž                    | Z  | G | A | B | TM |
| ------------------------- | ------------------------- | ------------------------- | -- | - | - | - | -- |
| 1985                      | Československo 18         | MEJ-18                    | 5  | 3 | 2 | 5 | 0  |
| 1986                      | Československo 18         | MEJ-18                    |    |   |   |   |    |
| 1994                      | Česko                     | OH                        | 5  | 3 | 2 | 5 | 2  |
| 1995                      | Česko                     | MS                        | 8  | 1 | 1 | 2 | 2  |
| Seniorská kariéra celkově | Seniorská kariéra celkově | Seniorská kariéra celkově | 13 | 4 | 3 | 7 | 4  |